# Karosa ŠM 11
Karosa ŠM 11 (русск. [каро́са эш эм едена́цт]) — модель высокопольного городского автобуса, производившегося компанией Karosa с 1961 по 1981 год. Модель является преемником Škoda 706 RTO.

## Конструкция
Karosa ŠM 11 кардинально отличается от своего предшественника. Это двухосный автобус с кузовом полунесущей конструкции, с двигателем, расположенным под полом между осями (вместо передней оси) и оснащенный пневмоподвеской. Для входа и выхода имелись три (вместо двух) двери (передняя — трёхстворчатая, средняя и задняя — четырёх). Также был понижен уровень пола, что улучшало обзорность с места водителя. Так же, как и на 706 RTO на этой модели лобовое и заднее стёкла состояли из двух частей и были взаимозаменяемы.
ŠM 11 — это обычный городской автобус (Skoda Městský — Шкода городской). Его длина около 11 метров (отсюда и цифра 11 в маркировке).
За время производства модель не раз усовершенствовалась (например, была установлена система централизованной смазки деталей шасси, вместо гофрированной обшивки бортов применили гладкую, также была улучшена система отопления салона и установлен более мощный двигатель).

## Производство
Первый опытный образец был построен в 1961 году. Другие прототипы были построены между 1962 и 1963 годом. В 1964 году модель передали на испытания. Серийное производство было запущено в конце 1965 года и продолжалось до 1981 года, когда серию Š на конвейере сменила новая 700-я серия. Всего было выпущено около 9900 автобусов модели ŠM 11.

## Работа в СССР
Поскольку основным поставщиком автобусов в странах СЭВ к концу 60-х стал венгерский Ikarus, то автобусы Karosa в СССР практически не поставлялись. Исключением может служить поставка нескольких единиц Karosa ŠM 11 для работы в аэропорту Шереметьево в качестве перронных автобусов. Там они работали с 1967 по 1973 год. В дальнейшем, три из них были переведены в аэропорт Ставрополя, где проработали до мая 1979 года и ещё три в аэропорт Минеральных Вод. По состоянию на лето 2012 года как минимум один из них находился на служебной площадке аэропорта Ставрополя в качестве бытовки.

## Галерея

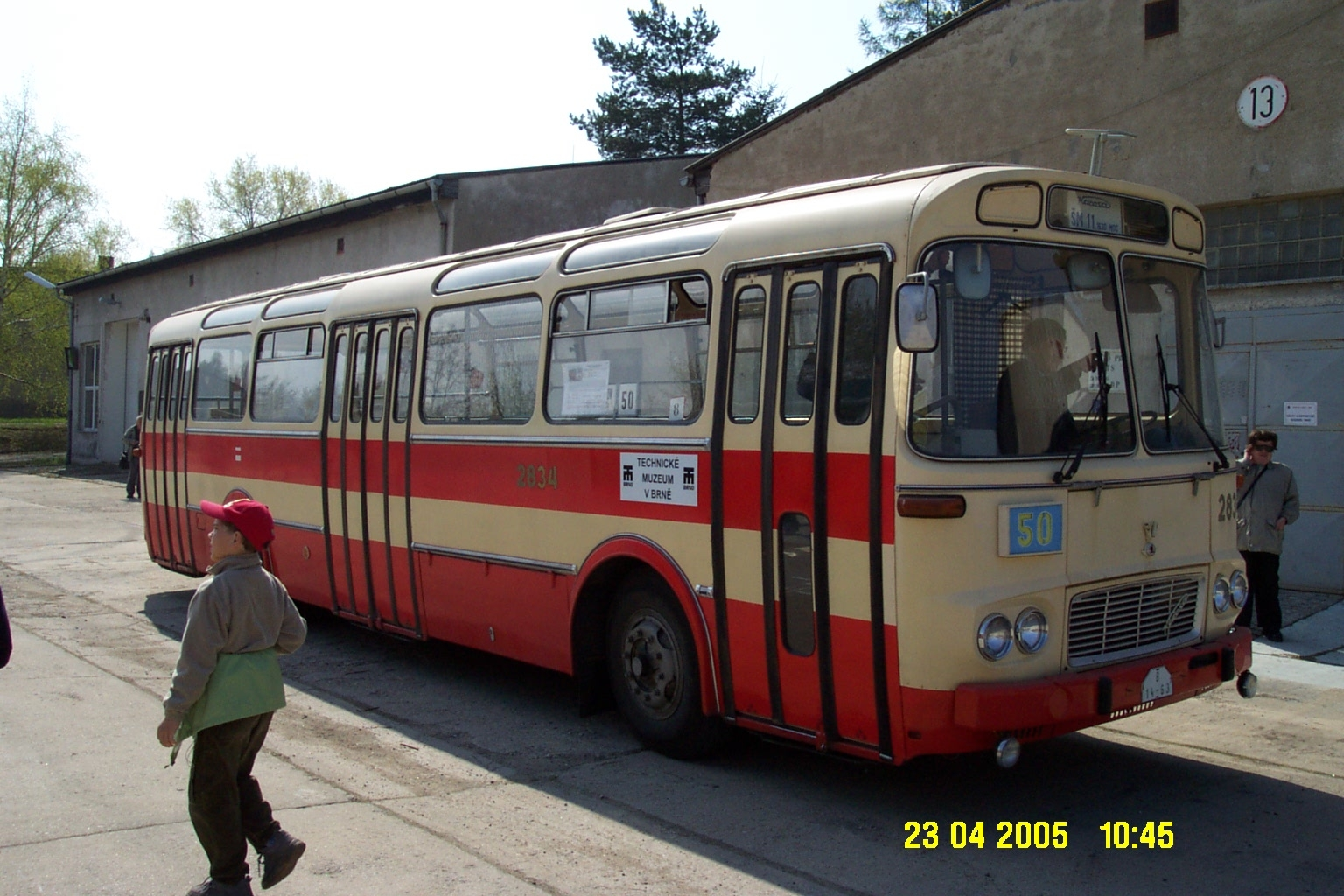
Karosa ŠM 11 на выставке в городе Брно. Вид спереди.
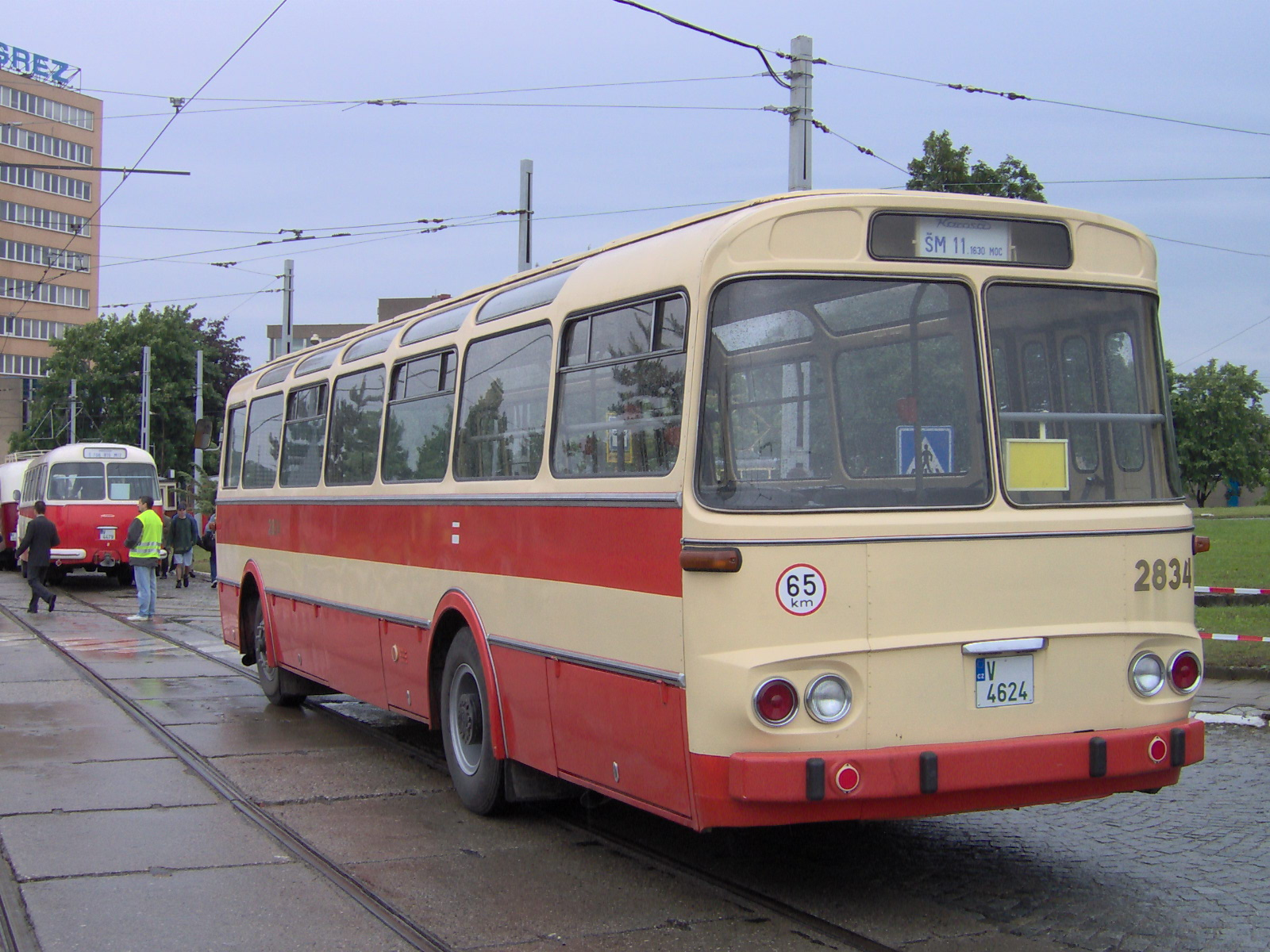
Karosa ŠM 11. Вид сзади.
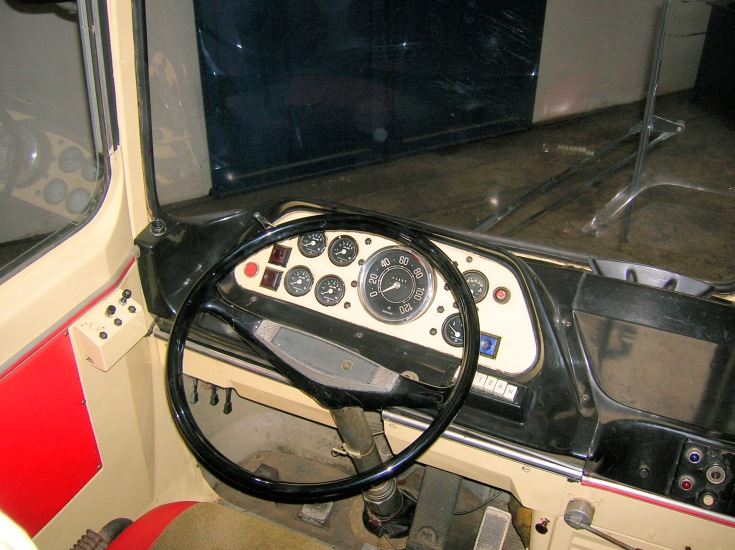
Karosa ŠM 11. Приборная панель.
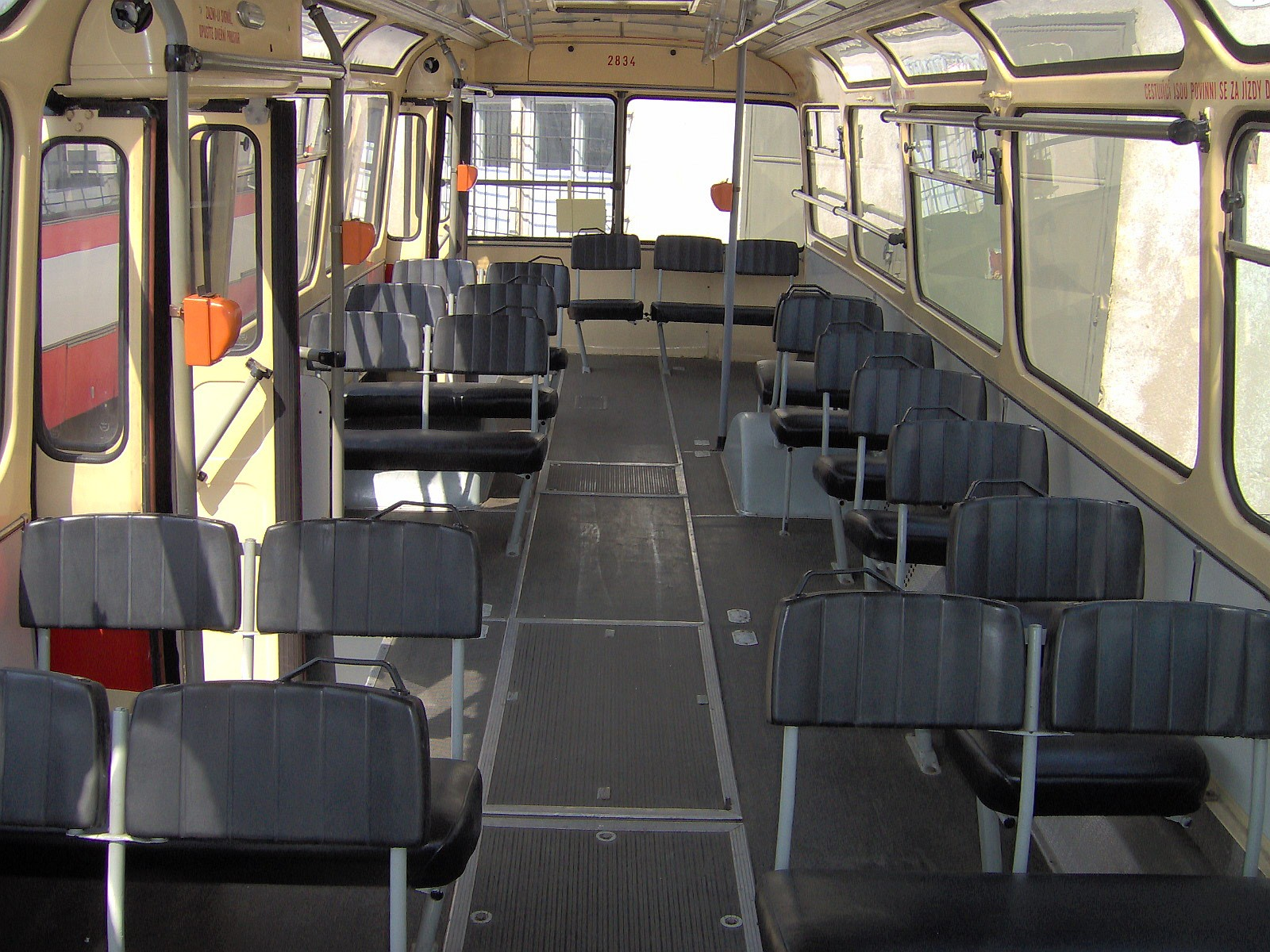
Karosa ŠM 11. Салон. Вид назад.

## В игровой и сувенирной продукции
- Автобус Karosa ŠM 11 присутствует в игре Operation Flashpoint на стороне гражданских.

- Автобус Karosa ŠM 11 представлен в градостроительной стратегии Workers and Resources Soviet Republic название модели в игре Мито СМ-11[2]